# 개포고등학교
개포고등학교(開浦高等學校)는 대한민국 서울특별시 강남구 개포동에 있는 강남 8학군 공립 고등학교이다.

## 학교 연혁
- 1987년 1월 12일 : 개포고등학교 설립 인가
- 1987년 3월 1일 : 박노학 초대 교장 취임
- 1987년 3월 4일 : 제1회 입학 856명(남 428명, 여 428명)
- 1987년 5월 12일 : 개교식 거행
- 1990년 2월 14일 : 제1회 졸업 854명(남 426명, 여 428명)
- 1998년 11월 15일 : 강당 겸 체육관 준공
- 2018년 2월 2일 : 제29회 졸업 368명(총 16,243명 배출)
- 2018년 3월 1일 : 이관배 제11대 교장 취임
- 2023년 2월 7일 : 제34회 졸업 214명(남 99명, 여 115명)
- 2023년 3월 2일 : 제37회 입학식 265명(남 111명, 여 154명)

## 참고 자료
- 개포고등학교 - 한국교육학술정보원 학교알리미